# Affichage à vingt-deux segments
Un affichage à vingt-deux segments est une technique d'affichage basée sur vingt-deux segments qui peuvent être activés ou désactivés en fonction du motif graphique à produire.
Il s'agit d'une extension de l'affichage à sept segments, plus courant. Cet affichage permet l'affichage des caractères minuscules avec des jambages. Ce type d'affichage est peu utilisé.